# FC Haka
FC Haka je finski nogometni klub iz industrijskog grada Valkeakoskija. Klub je osnovan 1934. godine, a u natječe se u prvom razredu nogometnih natjecanja u Finskoj - Veikkausliigi. Jedan je od najuspješnijih klubova u Finskoj, s osvojenih 9 prvenstava i 12 kupova. Najbolji plasman u europskim natjecanjima su ostvarili u sezoni 1983./84., kada su dogurali do četvrtfinala Kupa pobjednika kupova gdje ih je s ukupnih 2:0 izbacio Juventus.

## Vanjske poveznice
- Službene stranice kluba